# Barrel of a Gun
«Barrel of a Gun» és el senzill número trenta-u de la banda musical Depeche Mode i el primer de l'àlbum Ultra. Fou llançat el 3 de febrer del 1997.

## Informació
Aquesta cançó va aparèixer després de superar èpoques molt complicades de la banda i dels seus membres. Entre aquests fets destaquen la sortida d'Alan Wilder de la banda, l'addicció de David Gahan a l'heroina per la qual va estar a punt de morir agonitzant, l'addicció de Martin Gore a l'alcohol i la depressió que va partir Andrew Fletcher per problemes emocionals. A mitjans de 1996, Gore va contactar amb Gahan i Fletcher per saber si estaven interessats a enregistrar nou material per Depeche Mode, ja que havia compost algunes cançons i volia saber si volien continuar amb el projecte musical. La banda es va tornar a unir, excepte que ara tornaven a ser un trio per primera vegada des de 1982. Malgrat que per molts analistes, les expectatives inicials eren reduïdes a causa de la marxa de Wilder, la cançó les va superar clarament i va inaugurar un nou estil per la banda.
La cançó es va mantenir en climes rock industrial, dance alternatiu i rock electrònic, sent una de les cançons més fosques de la banda. Gore no estava segur del seu èxit i era reticent a recomanar-la com a primer senzill, malgrat que finalment ho va fer i va agradar tant als seus companys com a Daniel Miller i Tim Simenon. La lletra ressenya tots els problemes que va patir el cantant David Gahan per la seva addicció a les drogues, emportant-se de pas l'estabilitat de la banda, i el seu enfonsament que fins i tot el van portar a les portes del suïcidi.
La cara-B del senzill eren dos temes instrumentals: «Painkiller» (superant els 7 minuts), caracteritzada per sons inquiets de sintetitzadors i guitarra elèctrica, i al final, fins i tot entrades d'ansiosos violoncels, i llavors «Junior Painkiller», versió condensada de l'anterior, que conté només l'entrada de violoncel i teclats, i que apareix com a cançó oculta a Ultra.
Va arribar a la quarta posició de la llista britànica de senzills l'any 1997, en aquell moment, la posició més altra des de «People Are People» (1984). «Barrel of a Gun» fou inclosa en la gira de presentació del disc Ultra però llavors va desaparèixer de la llista de cançons dels concerts, sent incorporada intermitentment. «Painkiller» fou utilitzada durant tota la gira de promoció de Ultra com a introducció dels concerts.
El videoclip fou dirigit per Anton Corbijn, col·laborador habitual de Depeche Mode en la realització de videoclips. Es va rodar al Marroc, on Corbijn buscava un escenari antic i desgastat pel temps. Gahan protagonitza el videoclip mentre que Gore i Fletcher passen a ser representacions de l'estat d'ànim i mental del cantant. Posteriorment fou inclòs en les compilacions The Videos 86>98 (1998) i The Best of Depeche Mode Volume 1 (2006).

## Llista de cançons
7": Reprise 17409-7 (Estats Units)
1. "Barrel Of A Gun" − 5:29
2. "Painkiller" − 7:28

12": Mute/12Bong25 (Regne Unit) i Reprise 43828-0 (Estats Units)
1. "Barrel Of A Gun" − 5:29
2. "Barrel Of A Gun" (Underworld Hard Mix) − 9:37
3. "Barrel Of A Gun" (3 Phase Mix) − 5:23
4. "Barrel Of A Gun" (One Inch Punch Mix [Version 2]) − 5:28
5. "Barrel Of A Gun" (Underworld Soft Mix) − 6:29

12": Mute/L12Bong25 (Regne Unit)
1. "Painkiller" (Plastikman Mix) − 8:39
2. "Painkiller" − 7:29
3. "Barrel of a Gun" (One Inch Punch Mix) − 5:25
4. "Barrel of a Gun" (United Mix) − 6:36

Casset: Reprise 17409-4 (Estats Units)
1. "Barrel Of A Gun" − 5:29
2. "Barrel Of A Gun" (3 Phase Mix) − 5:23
3. "Painkiller" − 7:29

CD: Mute/CDBong25 (Regne Unit)
1. "Barrel Of A Gun" − 5:29
2. "Painkiller" − 7:29
3. "Barrel Of A Gun" (Underworld Soft Mix) − 6:29
4. "Barrel of a Gun" (One Inch Punch Mix) − 5:25

CD: Mute/LCDBong25 (Regne Unit)
1. "Barrel Of A Gun" (Underworld Hard Mix) − 9:37
2. "Barrel of a Gun" (United Mix) − 6:36
3. "Painkiller" (Plastikman Mix) − 8:39

CD: Mute/CDBong25X (Regne Unit, 2004) i Reprise CDBONG25/R2-78894A (Estats Units, 2004)
1. "Barrel Of A Gun" − 5:29
2. "Painkiller" − 7:29
3. "Barrel Of A Gun" (Underworld Soft Mix) − 6:29
4. "Barrel of a Gun" (One Inch Punch Mix) − 5:25
5. "Barrel Of A Gun" (Underworld Hard Mix) − 9:37
6. "Barrel of a Gun" (United Mix) − 6:36
7. "Painkiller" (Plastikman Mix) − 8:39
8. "Barrel Of A Gun" (3 Phase Mix) − 5:23
9. "Barrel Of A Gun" (One Inch Punch Mix [Version 2]) − 5:28

CD: Reprise 17409-2 (Estats Units)
1. "Barrel Of A Gun" − 5:29
2. "Barrel of a Gun" (United Mix) − 6:36
3. "Painkiller" − 7:29

CD: Reprise 43828-2 (Estats Units)
1. "Barrel Of A Gun" − 5:29
2. "Painkiller" (Plastikman Mix) − 8:39
3. "Barrel Of A Gun" (Underworld Soft Mix) − 6:29
4. "Barrel of a Gun" (One Inch Punch Mix) − 5:25
5. "Barrel Of A Gun" (Underworld Hard Mix) − 9:37

- La versió 3 Phase Mix de «Barrel of a Gun» fou remesclada per Sven Röhrig.
- La versió One Inch Punch Mix V2 de «Barrel of a Gun» fou remesclada per One Inch Punch.
- La versió United Mix de «Barrel of a Gun» fou remesclada per Marc Waterman i Paul Freegard.